# Бага Олексій Анатолійович
Олексій Анатолійович Бага (біл. Аляксей Анатолевіч Бага, нар. 4 лютого 1981, Борисов) — білоруський футболіст, що грав на позиції захисника. Після завершення ігрової кар'єри — тренер.

## Клубна кар'єра
Народився 4 лютого 1981 року в місті Борисов. Випускник футбольної школи «Зміна» (Мінськ). Перший тренер — Микола Миколайович Єдалов. Дебют у професійному футболі Олексія відбувся у серпні 1998 року виступами за БАТЕ у його рідному Борисові у грі проти мозирської «Славії». Бага вийшов на заміну замість Леоніда Лагуна, а команда виграла 2:0. До 2000 року він значився гравцем резервного складу, для ігрової практики відправлявся в фарм-клуб борисовців, «Зміну-БАТЕ» у Другій лізі, а 2000 року виступав там же на правах оренди за клуб «РШВСМ-Олімпія».
За першу команду БАТЕ в сезоні 199 року він зіграв лише одну гру, в сезоні 2000 — 13, а в сезоні 2001 — вже 25, поступово стаючи гравцем основного складу. У Борисові Олексій виступав до 2006 року. У складі БАТЕ завоював титул чемпіона у 2002 році, срібні медалі чемпіонатів 2000, 2003 та 2004 років, а також бронзову медаль чемпіонату 2001 року. Тричі — у 2002, 2003 та 2004 роках — він був у списку найкращих гравців чемпіонату Білорусі. Крім того 18 червня 2002 року в грі проти «Молодечно-2000» Бага відзначився хет-триком. Перший гол Олексій забив вже на першій хвилині, другий — на четвертій, третій — на початку другого тайму. Всі три м'ячі були проведені ударами головою після розіграшів «стандартів». Це був лише другий випадок хет-трику, вчиненого захисником в чемпіонатах Білорусі.
Вихованець футбольної школи клубу БАТЕ. Дорослу футбольну кар'єру розпочав 1998 року в основній команді того ж клубу, в якій провів вісім сезонів, взявши участь у 134 матчах чемпіонату.
У 2007 році перейшов в латвійську «Даугаву» (Даугавпілс), проте в 2008 році повернувся назад в Білорусь, ставши гравцем «Динамо-Берестя». Через збільшення кількості травм Олексій вирішив 2010 року закінчити кар'єру гравця і перейти до тренерської діяльності.

## Виступи за збірні
Протягом 2000—2004 років залучався до складу молодіжної збірної Білорусі. Був капітаном збірної, яка вперше в історії в 2004 році зіграла на молодіжному чемпіонаті Європи в Німеччини. Там білоруси виступили досить вдало, сенсаціно обігравши у першому матчі майбутніх переможців турніру італійців (2:1), втім з чотирма очками не змогли вийти з групи. Всього на молодіжному рівні зіграв у 39 офіційних матчах, забив 2 голи.

## Кар'єра тренера
У 2004 році Олексій, будучи ще гравцем, успішно закінчив Білоруську державну академію фізичної культури за спеціальністю «тренер з футболу» і отримав право на тренерську діяльність. З 2011 року перебував в тренерському штабі БАТЕ. У 2012—2013 роках входив до тренерського штабу молодіжної збірної Білорусі, допомагаючи Олексію Вергеєнку. З грудня 2013 року мав тренерську ліцензію категорії «А».
Після відставки головного тренера БАТЕ Олега Дулуба в червні 2018 року, програвши ігри за Суперкубок та Кубок Білорусі «Динамо-Берестя», Бага був призначений виконуючим обов'язки головного тренера. У першому матчі під керівництвом Олексія Анатолійовича БАТЕ впевнено переграв «Гомель» (3:0), показавши досить атакуючий футбол. Прихід Баги стабілізував гру БАТЕ. Команда зміцнила перевагу у Вищій лізі (відрив від найближчого переслідувача зріс з 2 до 7 очок), вийшла в 1/8 фіналу Кубка Білорусі, а також в черговий раз пробилася до групи Ліги Європи, де в суперники борисовчанам попалися англійський «Челсі», угорський «МОЛ Віді» і грецький ПАОК. За перші сто днів роботи Баги БАТЕ зіграв 16 ігор, з яких 10 раз переміг, 4 рази зіграв внічию і лише 2 рази поступився, маючи різницею м'ячів 25-16. Після цього Олексій став повноправним головним тренером БАТЕ.
4 листопада 2018 року клуб на «Борисов-Арені» переграв «Німан» (1:0) і достроково став чемпіоном Білорусі, присвятивши перемогу президенту клубу Анатолію Капському, який раптово помер за кілька місяців до того. Для Баги це був перший титул в самостійній тренерській кар'єрі. 22 січня 2019 офіційно отримав ліцензію УЄФА Pro (вищої категорії в системі тренерських ліцензій УЄФА).
У сезоні 2019 року БАТЕ не здобув жодного трофею, програвши у Суперкубку та чвертьфіналі Кубка Білорусі, а в чемпіонаті клуб став другим, пропустивши вперед «Динамо-Берестя». У грудні 2019 року Бага після закінчення контракту покинув БАТЕ..
Після відходу з БАТЕ у нього було кілька варіантів продовжити тренерську кар'єру, в результаті в січні 2020 року він став головним тренером вільнюського «Жальгіріса». З 2020 року очолює тренерський штаб команди «Жальгіріс».

## Титули і досягнення
- Чемпіон Білорусі (2):

БАТЕ: 2002, 2006
- Володар Кубка Білорусі (1):

БАТЕ: 2005-06

### Як тренера
- Чемпіон Білорусі (2):

БАТЕ: 2018
«Шахтар»: 2021
- Чемпіон Литви (1):

«Жальгіріс»: 2020
- Володар Суперкубка Білорусі (1):

«Шахтар»: 2023

## Приватне життя
У нього є молодший брат Дмитро, який також став футболістом.